# Филатовский сельсовет (Истринский район)
Филатовский сельсовет — упразднённая административно-территориальная единица, существовавшая на территории Московской губернии и Московской области до 1939 года.
Филатовский с/с был образован в первые годы советской власти. В 1919 году Филатовский с/с входил в Лучинскую волость Звенигородского уезда Московской губернии.
14 января 1921 года Лучинская волость была передана в Воскресенский уезд
В 1923 году к Филатовскому с/с был присоединён Высоковский с/с.
По данным 1926 года в состав сельсовета входили деревня Горки, село Филатово I и село Филатово II.
В 1929 году Филатовский с/с был отнесён к Воскресенскому району Московского округа Московской области.
30 октября 1930 года Воскресенский район был переименован в Истринский район.
17 июля 1939 года Филатовский с/с был упразднён. При этом его территория (селения Филатово-1 и Филатово-2) была передана Букарёвскому с/с.